# Duarte Correia da Cunha
Duarte Correia da Cunha (Porto Santo, c. 1470 — Santa Cruz da Graciosa, 1507), filho secundogénito de Pedro Correia da Cunha, capitão do donatário na ilha Graciosa e de sua mulher Izeu Perestrelo. Sucedeu a seu pai na capitania da ilha Graciosa por ter falecido em 1495 o seu irmão primogénito Jorge Correia da Cunha. Governou a ilha entre 1499 e 1507.

## Biografia
Segundo capitão-do-donatário da Graciosa, foi filho segundo do 1.º capitão, Pedro Correia da Cunha. Sucedeu ao pai devido à morte do irmão primogénito em 1495, ainda em vida daquele. Não se conhece também a carta de confirmação deste 2.º capitão do donatário da Graciosa.
Apesar de ter casado duas vezes, primeiro com Leonor de Melo e depois com Catarina de Ornelas da Câmara, não teve filhos, razão pela qual por sua morte ficou vaga a capitania da ilha, a qual o rei D. Manuel I doou em 1507 ao marechal D. Fernando Coutinho, um parente de Pedro Correia da Cunha. 
Duarte Correia da Cunha foi o último capitão do donatário residente na Graciosa, já que a partir dele o cargo passou a ser exercido por membros da alta nobreza residentes em Lisboa, representados na ilha pelos seus ouvidores. O crgo passou assim a ser uma rendosa sinecura dada pela Coroa como fonte de rendimento a membros da aristocracia.